# 陸問禮
陆问礼（？—？），字仲谋，號衷虚，南直隶苏州府常熟县人，明朝政治人物。

## 生平
万历二十八年（1600年）庚子科应天乡试舉人，三十二年（1604年）甲辰科进士，礼部觀政，三十三年授永嘉县知县，三十八年升兵部主事，四十三年升员外，四十四年升郎中，本年调职方司，四十六年升湖廣参政，四十八年丁憂。天启五年（1625年）起浙江按察使，六年升廣東右布政，崇祯元年（1628年）升左布政使，三年升都察院右副都御史、南赣巡抚。

## 家族
五世祖陸潤，官溫州知府。曾祖陸朝介，增生。祖陸一鳳，字子韶，號三泉，嘉靖壬子舉人，經魁，官奉政大夫泉州府同知，祀名宦、乡贤。父陸重科，儒官，母张氏。兄陸崇禮，万历二十六年戊戌进士，官浙江平阳知县。
子陸廷福，順治乙未進士。